# Evelyn Jamison
Evelyn Mary Jamison (St Helens, 24 febbraio 1877 – Londra, 9 maggio 1972) è stata una storica inglese, medievalista che si è dedicata principalmente allo studio della storia dei Normanni in Sicilia. È stata vicepreside e tutor di Lady Margaret Hall, Oxford dal 1921 al 1937.

## Biografia
Jamison nacque nel 1877, primogenita di tre figli di Arthur Andrew Jamison, un medico, e di sua moglie Isabella Green (la cui madre, Mary Brandreth Green, era un'amica della scrittrice Elizabeth Gaskell).
Evelyn Jamison frequentò la Francis Holland School a Londra tra il 1890 e il 1895 per poi andare a Oxford per studiare storia moderna. I suoi ricordi al tempo alla Francis Holland possono essere letti in Graham Street Memories (ed. B Dunning 1931): parlò degli esami di dicembre che si svolsero sotto il "bagliore di luci a gas senza ombra quando la nebbia gialla della tradizione scese su Londra".
Dopo aver studiato arte a Parigi, entrò alla Lady Margaret Hall nel 1898 per studiare storia moderna. Laureatasi nel 1901, divenne ricercatrice presso il Somerville College nel 1903 e la prima beneficiaria della "Lady Margaret Research Fellowship", istituita l'anno precedente dalla preside Agnes Maitland. Questo le permise di viaggiare in Italia, studiando alla British School a Roma. Nel 1907 tornò al Lady Margaret Hall, inizialmente come bibliotecaria ed economa, successivamente come assistente tutor di storia. Tra i suoi studenti c'era la storica Marjorie Chibnall. Fu autrice e coautrice di diverse opere di storia con materiale d'archivio inedito del Regno Normanno di Sicilia, come il volume Italy: medieval and modern, a history (Oxford, The Clarendon press, 1917) e di numerosi saggi in parte raccolti nella miscellanea postuma Studies on the history of medieval Sicily and South Italy (Aalen, Scientia, 1992). Lasciò incompiuto il suo lavoro principale, l'edizione del Catalogus baronum, pubblicato l'anno della sua morte nelle Fonti per la storia d'Italia e completato dopo la sua morte da Errico Cuozzo.
Dopo la morte di Jamison, molti dei suoi amici dedicarono alla sua memoria una nuova effigie in pietra di Lady Margaret Beaufort, omonima di Lady Margaret Hall, installata nella cappella del college per sostituirne una precedente in gesso e ormai deteriorata.
Le sue carte di lavoro sono conservate nelle collezioni archivistiche del Warburg Institute